# Husn Banu Ghazanfar

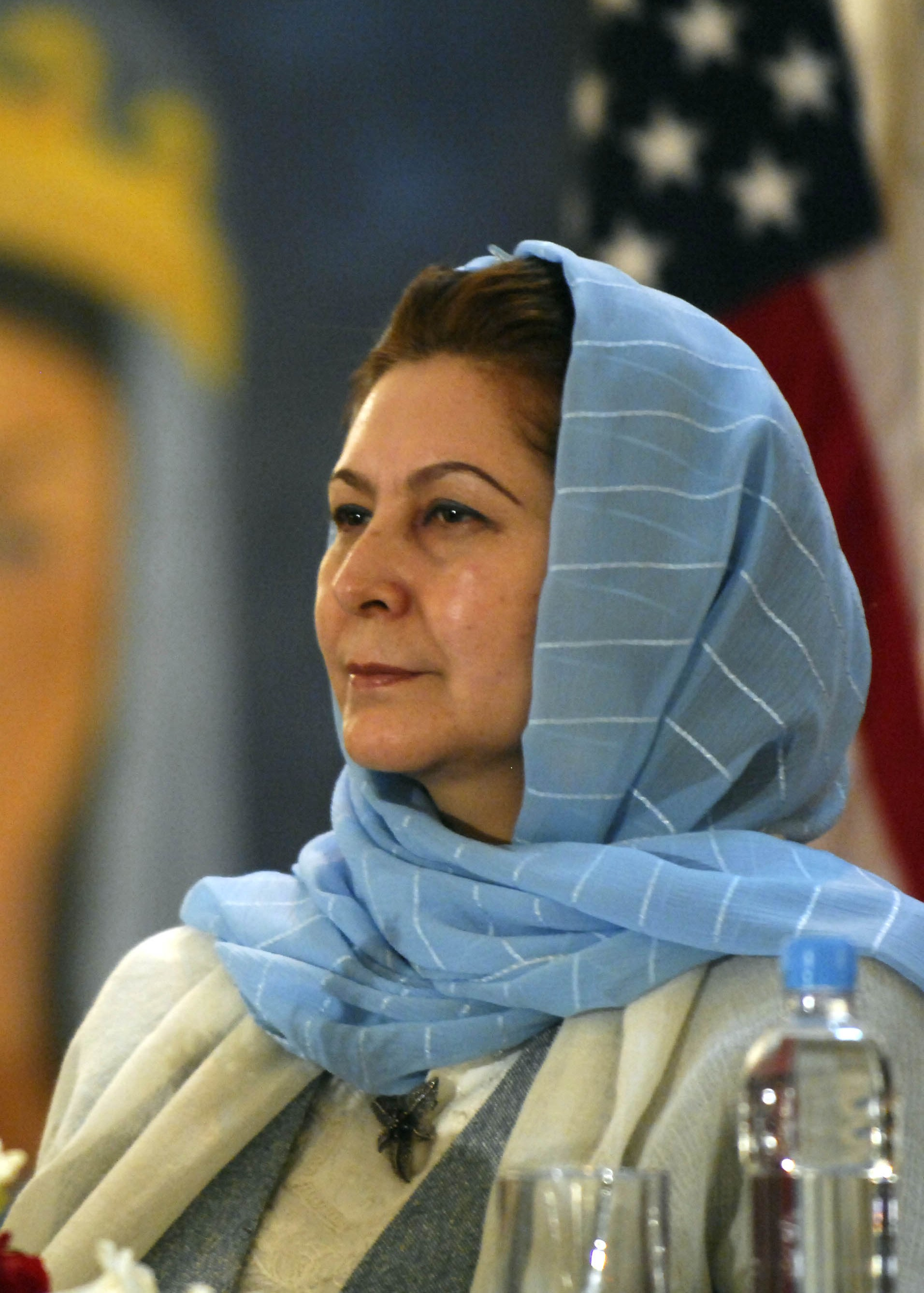
Husn Banu Ghazanfar (2010)

Husn Banu Ghazanfar (Paschtu/Dari: حسن بانو غضنفر),
(* 1. Februar 1957 in Balch) ist eine afghanische Politikerin. Sie war von Juli 2006 bis 2015 amtierende Frauenministerin ihres Landes.
Ghazanfar gab am 15. Februar 2011 bekannt, dass ihr Ministerium plant, verschiedenen internationalen Nichtregierungsorganisationen die Kontrolle über die Frauenhäuser in Afghanistan zu entziehen und sie dem Ministerium zu übertragen. Anfang März 2011 wurde die Forderung zurückgezogen und stattdessen beschlossen, eine gemeinsame Kommission zu dem Thema einzurichten.